# Почо Лепратті
Кла́удіо У́ґо Лепра́тті (ісп. Claudio Hugo Lepratti), відомий як По́чо Лепра́тті (ісп. Pocho Lepratti) і «Янгол на велосипеді» (ісп. El Ángel de la Bicicleta) — аргентинський цивільний активіст і волонтер. Його застрелила поліція Санта-Фе під час заворушень в Аргентині в грудні 2001 року, поки той намагався зупинити поліціянтів, які обстрілювали школу.

## Життєпис

### Ранні роки, активізм
Клаудіо Лепратті народився в Консепсьйоні-дель-Уругваї, в провінції Ентре-Ріос. Був старшим сином Орландо Хосе Лепратті (1943—2004) і Даліс Бел (1940-?).
Відвідував початкову та середню школу в Консепсьйоні-дель-Уругваї. У період з 1983 до 1985 року Лепратті вивчав право в Національному університеті Літоралі, навчаючись державним коштом. 1986 року став семінаристом в Салезійському інституті у Фунесі (приблизно 15 км на захід від Росаріо), і вибрав релігійну кар'єру «брата-помічника».
Серед семінаристів було заведено відвідувати місця неподалік, щоб допомагати тим, хто зазнає бідність. Лепратті просив своїх наставників поширити цю практику на постійній основі, однак ті лише порадили скласти обітницю послуху і продовжити навчання.
1991 року Клаудіо покинув семінарію і поселився у районі Лудуенья, що в Росаріо. У парафії, яку очолював отець Едґардо Монтальдо, Лепратті створив і координував низку дитячих і молодіжних волонтерських об'єднань, організовував кемпінгові екскурсії, майстер-класи та багато іншого. Працював помічником на кухні в установах, що забезпечували їжу для бідних дітей, викладав філософію і богослов'я в парафіяльній школі.

Стіна в Росаріо, на якій написано «Хай живе Почо!»

### Загибель
У кінці 2001 року Аргентина була на межі економічної кризи, причиною якої була довготривала рецесія і масове безробіття. 18 грудня в Росаріо і Великому Буенос-Айресі спалахнули заворушення; люди, які вимагали продовольства, грабували крамниці. Тодішній президент Фернандо де ла Руа оголосив надзвичайний стан, призупинив конституційні гарантії і вдався до насильницьких репресій.
На той час Клаудіо Лепратті працював помічником на кухні в школі № 756, розташованій в бідному районі Лас-Флорес на півдні Росаріо. 19 грудня шість співробітників поліції провінції Санта-Фе почали стрілянину на території школи. Лепратті, разом з двома іншими співробітниками школи, піднялися на дах шкільної їдальні, де саме обідали діти, після чого завимагали припинення вогню. Останні слова Клаудіо були такими:
|  | Сучі діти, киньте зброю, тут лише діти їдять!Оригінальний текст (ісп.) ¡Hijos de puta, bajen las armas, que aquí solo hay pibes comiendo! |

За словами свідків і слідства, проведеного пізніше, двоє поліціянтів почали стріляти по даху. Один з них, Ернесто Естебан Веласкес, вбив Лепратті кулею калібру 12,70 мм, яка пройшла через його трахею. За словами Веласкеса він стріляв у відповідь на постріли з боку учасників заворушень, які ховалися на даху, але слідство не змогло довести його слова.
Лепратті був доставлений в лікарню ім. Роке Саенса Пеньї, проте помер ще до прибуття туди.
Цього дня в Росаріо тривали придушення протестів. 20 грудня, в умовах жорстоких демонстрацій, грабунків і заворушень в великих аргентинських містах, президент Де Ла Руа подав на відставку.
Ернесто Естебан Веласкес згодом був засуджений на 14 років за вбивство, але вийшов достроково. 

## Культурний вплив
2003 року будинок Лепратті було перетворено на культурний центр, при якому діє народна бібліотека.
2003 року вийшла книга «Хай живе Почо», написана за участю отця Монтальдо про життя і роботу Лепратті.
Історія Почо Лепратті стала відомою на національному рівні в Аргентині завдяки популярній пісні «Янгол на велосипеді» (ісп. El ángel de la bicicleta) відомого співака Леона Ґ'єко на музику Луїса Ґуревича, яка вийшла 2005 року. Згодом свої версії цієї композиції виконували різні аргентинські виконавці, зокрема Attaque 77. Також Лепратті присвячена пісні «Pedales del Cielo» гурту Agua Dulce, «La hormiga» гурту Farolitos та близько 50 інших музичних творів.
2007 року у рідному місті Лепратті Консепсьйон-дель-Уругвай на перехресті вулиць Монтонерос і Почо Лепратті йому було відкрито пам'ятник, де активіст зображений у вигляді ангела на велосипеді. Також його іменем названа одна з вулиць у місті і школа.
Також Лепратті часто зображають на графіті у вигляді янгола на велосипеді або мурахи, що є відсиланням на популярні пісні про нього.